# Заковоротній Дмитро Іванович
Дмитро́ Іва́нович Заковоро́тній (28 травня 1923 — 16 листопада 2012) — український профспілковий діяч, згодом — письменник, історик і краєзнавець.

## Життєпис
Народився в місті Миколаєві в родині залізничника. Українець. У 1933 році втратив батька, який помер від туберкульозу. Після закінчення 7 класів вступив до школи ФЗУ, де освоїв професію модельника.
Трудову діяльність розпочав у 1938 році робітником на заводі імені А. Марті (нині ЧСЗ).
З початком німецько-радянської війни у червні 1941 року призваний до лав РСЧА. Направлений на навчання до 1-го Омського піхотного училища, яке так і не закінчив. Через складну ситуацію на фронті, був направлений на Сталінградський фронт, брав участь в обороні Сталінграда, був поранений. Після одужання воював у складі 16-ї артилерійської Кіровоградської Червонопрапорної ордена Суворова дивізії прориву РГК на Північно-Західному, Брянському, Степовому та 2-му Українському фронтах, старшина. Двічі був поранений і одного разу контужений.
Після демобілізації повернувся до Миколаєва, працював на ремонтно-механічному заводі будтресту № 44 (згодом РМЗ став частиною заводу «Кристал»), відновлював зруйноване війною підприємство. На РМЗ був обраний головою завкому, а у вільний від основної роботи час займався ще й громадською роботою.
У 1950 році Д. І. Заковоротній був обраний заступником голови об'єднаного профкому будтресту № 44, до складу якого входило шість будівельних управлінь, а також інші організації. Взяв активну участь у будівництві Верхньоінгулецької зрошувальної системи. Згодом був обраний головою об'єднаного побудкому «Укрводбуду» і протягом двох років працював у Запоріжжі.
З 1956 по 1963 роки — голова Миколаївського обкому профспілки працівників сільського господарства і заготівель. На цій посаді Д. І. Заковоротній займався розвитком соціально-культурної та побутової сфери миколаївських аграріїв.
У 1963 році призначений начальником відділу капітального будівництва Миколаївського обласного управління сільського господарства. Того ж року переведений на посаду директора, а з 1975 року й до відходу на пенсію — генеральний директор Миколаївського обласного ВО будівельних матеріалів.
У 1967 році закінчив Московську вищу школу профспілкового руху за спеціальністю «економіст».
Після виходу на пенсію почав займатись історико-краєзнавчою діяльністю, автор низки книг.

## Нагороди і почесні звання
Нагороджений орденами «За мужність» 3-го ступеня (14.10.1999), Трудового Червоного Прапора, Вітчизняної війни 1-го ступеня (11.03.1985), Червоної Зірки (26.02.1945), «Знак Пошани», багатьма медалями, нагрудним знаком «Раціоналізатор СРСР».
Почесний громадянин міста Миколаєва (21.08.2012).